# Bruno Veselica
Bruno Veselica (Albona, 24 gennaio 1936 – Fiume, 20 novembre 2018) è stato un calciatore jugoslavo.
Risulta al secondo posto nella classifica dei marcatori del Rijeka con 83 reti. Vanta 83 presenze e 38 reti nel massimo campionato jugoslavo (la Prva Liga o Prima Lega).

## Biografia
Nacque nella città istriana di Albona, all'epoca facente parte dell'Italia, il 24 gennaio 1936. La sua famiglia (il padre era minatore) fu tra quelle che non esodarono in seguito alla cessione alla Jugoslavia sancita dal trattato di pace del 1947. In gioventù militò nel Rudar di Arsia (che a metà degli anni cinquanta si sarebbe fuso con il Labin trasferendosi nella limitrofa Albona). Giorgio Giambastiani, uno dei fondatori e delle "bandiere" del Rudar, lo fece esordire in prima squadra a soli 15 anni e il suo talento fu notato dal Quarnero/Kvarner di Fiume che decise di ingaggiarlo. Nel 1954 il Quarnero/Kvarner cambiò denominazione in Rijeka e partì per una tournée in Siria: la società intendeva portare in tale tournée anche l'allora minorenne Veselica ma per fargli ottenere il passaporto fu necessario mentire sulla sua età in modo da farlo passare per maggiorenne.
In breve tempo si conquistò un posto da titolare nel club, all'epoca militante nel campionato di zona. Nella stagione 1954-1955 segnò 16 reti in 20 partite, in quella successiva altrettante in 18 partite. Nella stagione 1957-1958 contribuì, con otto reti, alla promozione del Rijeka in Prva Liga (Prima Lega), il massimo campionato jugoslavo. Dal 1958 al 1964 totalizzò 83 presenze e 38 reti nel massimo campionato jugoslavo, sempre con la casacca del Rijeka. Nel 1964 si trasferì all'Olimpia Lubiana, squadra slovena non di massima serie, ma fu costretto a ritirarsi dal calcio giocato subito dopo a causa di un grave infortunio alla caviglia rimediato durante una partita; al momento del ritiro aveva 28 anni.
Si è spento a Fiume il 20 novembre 2018.